# Yordan Santa Cruz
Yordan Eduardo Santa Cruz Vera (Cienfuegos, 7 de outubro de 1993) é um futebolista cubano que atua como atacante. Atualmente defende o Jarabacoa.

## Carreira
Estreou profissionalmente em 2010, atuando pelo Cienfuegos, de sua cidade natal. Pelos Marineros, o atacante jogaria até 2019 - em 2018, foi emprestado ao Santiago de Cuba, pelo qual foi campeão nacional.

## Seleção nacional
Santa Cruz estreou pela Seleção Cubana em 2015, em amistoso contra a República Dominicana, que terminou com vitória cubana por 3 a 0 - neste jogo, o atacante balançou as redes pela primeira vez com a camisa dos Leões do Caribe. Ele ainda faria 2 gols na vitória por 11 a 0 sobre as Ilhas Turks e Caicos (maior da história do selecionado), em setembro de 2018 Desde então, foram 16 jogos e 8 gols pela Seleção Cubana.
Esteve na Copa Ouro da CONCACAF de 2019, e embora não tivesse viajado com a delegação para os Estados Unidos, foi mantido no elenco pelo treinador Raúl Mederos, mas perdeu a braçadeira de capitão para Yasmany López, que abandonou o time após a derrota para o México - Arichel Hernández foi o capitão do time nas últimas 2 partidas.
Santa Cruz, que teve ainda seu visto negado, não entrou em campo na campanha de seu país, eliminado na primeira fase (não pontuou, sofreu 17 gols e não fez nenhum), com a pior campanha entre as 16 equipes participantes.

## Títulos
Santiago de Cuba
- Campeonato Cubano: 1 (2018)